# Districtul Ron Phibun
Ron Phibun (în thailandeză ร่อนพิบูลย์) este un district (Amphoe) din provincia Nakhon Si Thammarat, Thailanda, cu o populație de 82.754 de locuitori și o suprafață de 335,5 km².

## Componență
Districtul este subdivizat în 6 subdistricte (tambon), care sunt subdivizate în 61 de sate (muban).
| Nr. | Nume        | În thailandeză | Sate | Locuitori |  |
| --- | ----------- | -------------- | ---- | --------- |  |
| 1.  | Ron Phibun  | ร่อนพิบูลย์        | 16   | 26,287    |  |
| 2.  | Hin Tok     | หินตก           | 12   | 19,431    |  |
| 3.  | Sao Thong   | เสาธง          | 8    | 11,435    |  |
| 4.  | Khuan Koei  | ควนเกย         | 10   | 4,495     |  |
| 5.  | Khuan Phang | ควนพัง          | 8    | 12,711    |  |
| 6.  | Khuan Chum  | ควนชุม          | 7    | 8,395     |  |

|| 
|}